# 双叶华溪蟹
双叶华溪蟹（学名：Sinopotamon bilobatum）为溪蟹科华溪蟹属的动物。在中国大陆，分布于江西、湖南等地，多见于山区溪流石块下。其生存的海拔范围为100至250米。